# ニック・ファルド
サー・ニック・アレクサンダー・ファルド MBE（Nick Faldo, 1957年7月18日 - ）は、イングランド・ハートフォードシャー州ウェリン・ガーデン・シティ出身のプロゴルファーである。非常に安定感のある選手で、マスターズと全英オープンにそれぞれ3勝を挙げ、メジャー大会「6勝」を記録した名選手である。
世界ランキング1位にも通算「97週」在位した。ヨーロピアンツアーで30勝、アメリカPGAツアーで9勝、国際試合で4勝を挙げる（全英オープンは欧州ツアーとアメリカPGAツアーの両方で優勝回数に数えるため、ファルドの場合は3度の全英優勝が重複記録になる。したがって、生涯通算で40勝を挙げたことになる）。
1976年にプロ入り。1977年に「スコール・ラガー・インディビジュアル」の大会でプロ初優勝。28歳からデビッド・レッドベターとスイングを改造し、30歳1日で第116回全英オープンでメジャー大会初優勝。霧と風の最終日は首位と1打差の2位スタートして、全18ホールでパーを拾い続ける我慢のゴルフを展開したところ、一時リードを3打差まで広げていた首位のポール・エイジンガーが後半失速して最後の2ホールで連続ボギーを叩いてしまい、ファルドが1打差で逆転勝利した。
1989年と1990年のマスターズ（第53、54回大会）では、2年連続でプレイオフを11番ホールで決着させて、大会2連覇を達成した。マスターズでの大会連覇記録は、1965年と1966年を連続制覇したジャック・ニクラス以来史上2人目の偉業となった。
1990年にはセント・アンドルーズにあるR&Aゴルフクラブの「オールド・コース」で開かれた第119回全英オープンでも優勝し、メジャー大会で年間2冠を獲得。この時の優勝スコアは 18 アンダーパー（-18, 270ストローク）で、10年後の2000年にタイガー・ウッズによって破られるまで（-19, 269ストローク）オールド・コースの最少スコア優勝記録であった。
1992年の第121回全英オープンでは2日目に首位に立ち、最終日は2位に4打差でスタート後、一時は逆に2打リードされる展開となったが、15番ホールで本人曰く「生涯最高のショット」（第2打、5番アイアンでのハーフショット）を放ってバーディ、17番ホールでもバーディを奪ってジョン・クックと首位に並び、18番ホールでクックがボギーを叩いての再逆転劇で、2年ぶり3度目の優勝を達成した。開催コースは初優勝時の1987年と同じミュアフィールドのコースだった。
1996年4月14日、ニック・ファルドは第60回マスターズ・トーナメントの最終ラウンドをグレグ・ノーマンと一緒に回ることになった。（注：会場のオーガスタ・ナショナル・ゴルフクラブはパー72のコースである）。スタート時点で、首位のノーマンはファルドに6打差をつけていたが、最終日に悲惨な崩壊状態に陥る。この日のノーマンは78（6オーバー）をたたき、67（5アンダー）で回ったファルドに大逆転負けを喫してしまい、ファルドは6年ぶり3度目の優勝を飾った。（最終成績：ファルド -12, 276ストローク／ノーマン -7, 281ストローク）さすがのファルドも、この優勝には複雑な気持ちを隠せず、素直に喜べるものではなかった。
翌1997年のマスターズ・トーナメントで、大会前年優勝者のファルドは第1ラウンドを当時21歳のタイガー・ウッズと一緒に回る。マスターズの伝統の1つとして、大会前年優勝者と前年度の全米アマチュア選手権優勝者が予選ラウンドを一緒に回る慣習があり、ウッズは前年度の全米アマチュア選手権優勝者の資格で出場していた。ファルドは若きウッズの勢いにのまれ、大会2日目で予選落ちに終わり、最終日には「21歳3ヶ月」の最年少優勝者となったウッズにグリーン・ジャケットを着せることになった。
1997年、ファルドはセベ・バレステロスと一緒に世界ゴルフ殿堂入りを果たしている。
ファルドは2007年7月18日に50歳を迎え、ヨーロピアンシニアツアーに参戦を開始した。2008年のライダーカップでは、ファルドがヨーロッパ選抜代表チームのキャプテンを務めた。
現在はジム・ナンツとともにCBSスポーツのゴルフ中継の解説者として、2012年からはBBCにおける全英オープンの解説も務めている。

## プロ優勝 (41)

### PGAツアー (9)
| Legend                  |
| Major championships (6) |
| Other PGA Tour (3)      |

| No. | Date        | Tournament                   | 優勝スコア            | 2位との差 | 2位(タイ)                                  |
| --- | ----------- | ---------------------------- | --------------------- | --------- | ------------------------------------------ |
| 1   | 22 Apr 1984 | Sea Pines Heritage           | −18 (66-67-68-69=270) | 1打差     | トム・カイト                               |
| 2   | 19 Jul 1987 | 全英オープン                 | −5 (69-68-71-71=279)  | 1打差     | ポール・エイジンガー, ロジャー・デービス   |
| 3   | 9 Apr 1989  | マスターズ・トーナメント     | −5 (68-73-77-65=283)  | Playoff   | スコット・ホーク                           |
| 4   | 8 Apr 1990  | マスターズ・トーナメント (2) | −10 (71-72-66-69=278) | Playoff   | レイモンド・フロイド                       |
| 5   | 22 Jul 1990 | 全英オープン (2)             | −18 (65-67-65-71=270) | 5打差     | マーク・マクナルティ, ペイン・スチュワート |
| 6   | 19 Jul 1992 | 全英オープン (3)             | −12 (66-64-69-73=272) | 1打差     | ジョン・クック                             |
| 7   | 5 Mar 1995  | Doral-Ryder Open             | −15 (67-71-66-69=273) | 1打差     | ピーター・ヤコブセン, グレグ・ノーマン     |
| 8   | 14 Apr 1996 | マスターズ・トーナメント (3) | −12 (69-67-73-67=276) | 5打差     | グレグ・ノーマン                           |
| 9   | 2 Mar 1997  | ニッサン・オープン           | −12 (66-70-68-68=272) | 3打差     | クレイグ・スタドラー                       |

### 欧州ツアー (30)
| Legend                   |
| Major championships (6)  |
| Other European Tour (24) |

| No. | Date        | Tournament                       | 優勝スコア            | 2位との差 | 2位(タイ)                                                                                                |
| --- | ----------- | -------------------------------- | --------------------- | --------- | --- |
| 1   | 17 Aug 1977 | Skol Lager Individual            | −5 (68-71=139)        | Playoff   | Craig Defoy, Chris Witcher                                                                               |
| 2   | 29 May 1978 | Colgate PGA Championship         | −10 (71-68-70-69=278) | 7打差     | ケン・ブラウン                                                                                           |
| 3   | 26 May 1980 | Sun Alliance PGA Championship    | +3 (73-70-71-69=283)  | 1打差     | ケン・ブラウン                                                                                           |
| 4   | 25 May 1981 | Sun Alliance PGA Championship    | −10 (68-70-67-79=274) | 4打差     | ケン・ブラウン, ニール・コールズ                                                                         |
| 5   | 19 Sep 1982 | Haig Whisky TPC                  | −18 (69-67-65-69=270) | 3打差     | Manuel Calero                                                                                            |
| 6   | 8 May 1983  | Paco Rabanne Open de France      | −11 (69-67-72-69=277) | Playoff   | ホセ・マリア・カニザレス, David J Russell                                                                |
| 7   | 15 May 1983 | Martini International            | −12 (67-69-66-66=268) | Playoff   | ホセ・マリア・カニザレス                                                                                 |
| 8   | 22 May 1983 | Car Care Plan International      | −8 (67-68-68-69=272)  | 1打差     | ホワード・クラーク, Brian Waites                                                                         |
| 9   | 24 Jul 1983 | Lawrence Batley International    | −18 (71-69-64-62=266) | 4打差     | Warren Humphreys, Brian Waites, ポール・ウェイ                                                           |
| 10  | 11 Sep 1983 | Ebel Swiss Open-European Masters | −20 (70-64-68-66=268) | Playoff   | サンディ・ライル                                                                                         |
| 11  | 13 May 1984 | Car Care Plan International      | −12 (69-70-66-71=276) | 1打差     | ホワード・クラーク                                                                                       |
| 12  | 17 May 1987 | オープン・デ・エスパーニャ       | −2 (72-71-71-72=286)  | 2打差     | Hugh Baiocchi, セベ・バレステロス                                                                        |
| 13  | 19 Jul 1987 | 全英オープン                     | −5 (68-69-71-71=279)  | 1打差     | ポール・エイジンガー, ロジャー・デービス                                                                 |
| 14  | 26 Jun 1988 | プジョー・オープン・ド・フランス | −6 (71-67-68-68=274)  | 2打差     | Denis Durnian, Wayne Riley                                                                               |
| 15  | 30 Oct 1988 | ボルボ・マスターズ               | −4 (74-71-71-68=284)  | 2打差     | セベ・バレステロス                                                                                       |
| 16  | 9 Apr 1989  | マスターズ・トーナメント         | −5 (68-73-77-65=283)  | Playoff   | スコット・ホーク                                                                                         |
| 17  | 30 May 1989 | Volvo PGA Championship           | −16 (67-69-69-67=272) | 2打差     | イアン・ウーズナム                                                                                       |
| 18  | 4 Jun 1989  | Dunhill British Masters          | −21 (71-65-65-66=267) | 4打差     | Ronan Rafferty                                                                                           |
| 19  | 2 Jul 1989  | プジョー・オープン・ド・フランス | −7 (70-70-64-69=273)  | 1打差     | Hugh Baiocchi, ベルンハルト・ランガー, マーク・ロー                                                      |
| 20  | 8 Apr 1990  | マスターズ・トーナメント         | −10 (71-72-66-69=278) | Playoff   | レイモンド・フロイド                                                                                     |
| 21  | 22 Jul 1990 | 全英オープン                     | −18 (67-65-67-71=270) | 5打差     | マーク・マクナルティ, ペイン・スチュワート                                                               |
| 22  | 23 Jun 1991 | アイリッシュ・オープン           | −5 (68-75-70-70=283)  | 3打差     | コリン・モンゴメリー                                                                                     |
| 23  | 7 Jun 1992  | アイリッシュ・オープン           | −14 (66-65-68-75=274) | Playoff   | Wayne Westner                                                                                            |
| 24  | 19 Jul 1992 | 全英オープン                     | −12 (66-64-69-73=272) | 1打差     | ジョン・クック                                                                                           |
| 25  | 2 Aug 1992  | Scandinavian Masters             | −11 (70-72-66-69=277) | 3打差     | ロバート・アレンビー, Peter Baker, Danny Mijovic, Frank Nobilo, ホセ・マリア・オラサバル, Peter O'Malley |
| 26  | 13 Sep 1992 | ヨーロピアン・オープン           | −18 (67-66-64-65=262) | 3打差     | ロバート・カールソン                                                                                     |
| 27  | 7 Feb 1993  | ジョニー・ウォーカー・クラシック | −11 (67-68-66-68=169) | 1打差     | コリン・モンゴメリー                                                                                     |
| 28  | 4 Jul 1993  | アイリッシュ・オープン           | −12 (72-67-72-65=276) | Playoff   | ホセ・マリア・オラサバル                                                                                 |
| 29  | 5 Jun 1994  | アルフレッド・ダンヒル・オープン | −5 (67-74-67-71=279)  | Playoff   | Joakim Haeggman                                                                                          |
| 30  | 14 Apr 1996 | マスターズ・トーナメント         | −12 (69-67-73-67=276) | 5打差     | グレグ・ノーマン                                                                                         |

### その他優勝 (8)
- 1979 ICL International (South African Tour)
- 1989 サントリー世界マッチプレー選手権 (England – not an official European Tour event at that time)
- 1990 ジョニー・ウォーカー・クラシック（英語版） (欧州は1992年から公認)
- 1992 トヨタ世界マッチプレー選手権 (England – not an official European Tour event at that time), ジョニー・ウォーカー世界ゴルフ選手権 (Jamaica – unofficial event)
- 1994 ネッドバンク・ミリオン・ダラー・チャレンジ (South Africa – unofficial event)
- 1995 テラス・スキンズゲーム
- 1998 World Cup of Golf (with デビッド・カーター)